# Bakungan (Karangdowo)
Bakungan is een bestuurslaag in het regentschap Klaten van de provincie Midden-Java, Indonesië. Bakungan telt 1921 inwoners (volkstelling 2010).